# Annie Vivanti

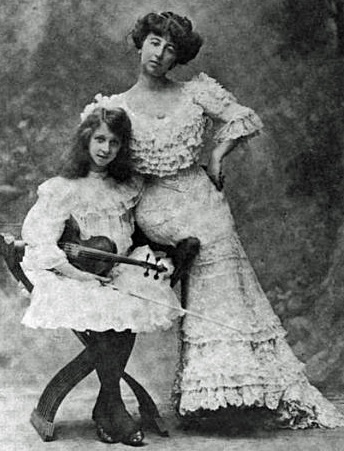
Annie Vivanti z córką Vivien

Annie Vivanti, właśc. Anna Emilia Vivanti (ur. 7 kwietnia 1866 w Londynie, zm. 20 lutego 1942 w Turynie) – włoska powieściopisarka i poetka, tworząca także po angielsku.

## Życiorys
Była córką niemieckiej pisarki Anny Lindau i Anselma Vivantiego, włoskiego patrioty, który skazany przez Austriaków za działalność rewolucyjną musiał opuścić kraj. Wychowywała się we Włoszech, w Anglii, w Szwajcarii i w Ameryce. Odniosła wielki sukces debiutanckim zbiorem wierszy Lirica, do którego przedmowę napisał zakochany w niej poeta i przyszły noblista Giosuè Carducci. Zadedykował jej również swoje wiersze Do Annie (Ad Annie) i Elegia Splügenu (Elegia del Monte Spluga). Nieocenzurowaną korespondencję Vivanti i Carducciego wydano dopiero w roku 2004.
W roku 1892 poślubiła irlandzkiego dziennikarza i prawnika Johna Chartresa. Następnie przez 18 lat mieszkała w Anglii i w Stanach Zjednoczonych, pisząc głównie po angielsku. Za największe osiągnięcie literackie w jej dorobku uchodzi na poły autobiograficzna historia rodzinna The Devourers (1910), będąca portretem matki, która poświęca się dla dobra córki, wybitnie utalentowanej skrzypaczki. Autorka rok później sama przetłumaczyła tę powieść na język włoski (I divoratori). O swojej córce, Vivien Chartres, która jako cudowne dziecko wcześnie zaczęła robić międzynarodową karierę, Vivanti pisała również wcześniej w opowiadaniu The true story of a Wunderkind. Dużą popularność zdobyły także Marion, artista di caffè-concerto z reminiscencjami jej doświadczeń teatralnych oraz Circe, w której nawiązała do głośnego naonczas procesu Marii Tarnowskiej oskarżonej o zamordowanie jednego ze swoich kochanków. Powieści Vivanti cieszyły się nie tylko dużym powodzeniem u czytelników i były tłumaczone na większość języków europejskich, ale także zbierały przychylne recenzje cenionych literatów. Z uznaniem wypowiadali się o nich między innymi Benedetto Croce, Giuseppe Antonio Borgese, Georg Brandes, Jaroslav Vrchlický i Paul Heyse. W swoich utworach przedstawiała często środowisko międzynarodowych elit towarzyskich. Chętnie opisywała nieprawdopodobne wydarzenia, przerażające występki i gwałtowne namiętności przeplatane przykładami dobroci i szlachetnych uczynków. 
Swoje doświadczenia polityczne i przeżycia z okresu wojny wykorzystała przede wszystkim w dramatach. L'invasore, podobnie jak powieść Vae victis, poruszał temat gwałtów, których dopuszczali się na belgijskich dziewczynach niemieccy najeźdźcy. Z kolei Le bocche inutili to opis moralnych rozterek żołnierza zmuszonego wybierać między uczuciami a patriotycznym obowiązkiem. W powieści Naja tripudians Vivanti zawarła krytykę zdeprawowanego społeczeństwa powojennego, które niszczy osoby łatwowierne i prostoduszne. W swojej twórczości z lat dwudziestych wspierała uciskane państwa: w Mea culpa i Terra di Cleopatra oskarżała brytyjski kolonializm w Egipcie i zdecydowanie opowiedziała się po stronie ruchów narodowowyzwoleńczych.
Podobnie jak jej mąż, który był członkiem Sinn Féin, wspierała niepodległościowe dążenia Irlandii. W czasie pierwszej wojny światowej broniła w angielskiej prasie włoskiego rządu. Później poparła ruch faszystowski i pisywała do nacjonalistycznych gazet „Il Popolo d’Italia” i „L’Idea Nazionale”. W roku 1941, kiedy przebywała w Arezzo, nałożono na nią areszt domowy, ponieważ była obywatelką brytyjską, a na jaw wyszło także żydowskie pochodzenie jej ojca. Odzyskała wolność dopiero po osobistej interwencji Mussoliniego. W tym samym roku jej córka popełniła w Hove samobójstwo. 
Zmarła i została pochowana w Turynie. Na kilka dni przed śmiercią przeszła na katolicyzm. Jej nagrobek ozdobiono dystychem z pierwszej strofy wiersza Carducciego Do Annie: „W zamkniętą twą okiennicę uderzam gałązką kwiatów, / błękitnych, modrych, jak twoje oczy, o Annie!”.

## Główne dzieła

### Utwory po włosku
- Lirica (Liryki), 1890 – zbiór wierszy
- Marion, artista di caffè-concerto (Marion, artystka z kafejki), 1891 – powieść
- Viole bianche (Białe fiołki) – teksty pieśni do muzyki Francesca Paola Frontiniego, 1898
- Baci mortali (Śmiertelne pocałunki) – teksty pieśni do muzyki Francesca Paola Frontiniego, 1904
- I divoratori (Pożeracze), 1911 – powieść
- Circe (Kirke), 1912 – powieść
- L'invasore (Napastnik), 1915 – sztuka
- Vae victis, 1917 – powieść
- Zingaresca (Piosnka cygańska), 1918 – zbiór opowiadań
- Le bocche inutili (Zbędne usta), 1918 – sztuka
- Naja tripudians, 1920 – powieść
- Gioia (Radość), 1921 – zbiór opowiadań
- Sua altezza! (Wasza Wysokość!), 1923 – bajki
- Terra di Cleopatra (Ziemia Kleopatry), 1925 – powieść
- Mea culpa, 1927 – powieść
- Fosca, sorella di Messalina (Fosca, siostra Messaliny), 1931 – powieść
- Salvate le nostre anime (Zbawcie nasze dusze), 1932 – powieść
- Il viaggio incantato (Czarodziejska podróż), 1933 – bajki

### Utwory po angielsku
- The Hunt for Happiness (Polowanie na szczęście), 1896 – powieść
- En passant (Mimochodem), 1897 – opowiadanie
- Houp-là! (Hopla!), 1897 – opowiadanie
- That man (Tamten mężczyzna), 1898 – sztuka
- The ruby ring (Pierścionek z rubinem), 1900 – sztuka
- Winning him back (Odzyskać go), 1904 – powieść
- The true story of a Wunderkind (Prawdziwa historia cudownego dziecka), 1905 – opowiadanie
- The Devourers (Pożeracze), 1910 – powieść